# マリア宮殿 (キーウ)
マリア宮殿（マリアきゅうでん、ウクライナ語: Маріїнський палац マリイーンシキー・パラーツ）は、ウクライナの首都キーウにある宮殿である。ペチェールシク区、ウクライナ最高議会の議事堂の隣に位置する。ウクライナ大統領の公邸・迎賓館として利用されている。1744年から1752年までの間にロシア女帝エリザヴェータの命令によってキーウ宮殿として建立された。設計者はイタリア人のバルトロメオ・ラストレッリ。1870年にロシア皇后マリア・アレクサンドロヴナを記念するために、改名された。国重要文化財。
「マリイーンシキー・パラーツ」という名前は、この宮殿がマリインスキー公園の向かいにあることより1950 年代から使用されているが、それ以前はこの宮殿はツァルスキー宮殿と呼ばれていた。
ソ連から独立した近年のウクライナでは、授賞式、レセプション、外国大使による信任状授与、最高レベルの公式代表団の会合など、厳粛な国家行事がマリア宮殿で開催される。 

## 歴史
宮殿の建設は、ロシアの優れた建築家イワン フェドロヴィチ ミチュリンによって建築された。彼は有名な建築家M.ヴァシリエフ、 P.ネイロフ、F.ネイロフ、M.サルニコフらの支援を受けた。
マリア宮殿の正面ファサードは、 1874 年に横長スタイルでレイアウトされたマリインスキー公園の方を向いている。この公園の路地は、まるで風景に「刻まれている」かのように曲がりくねっている。宮殿の反対側には、古代のブドウ園 (ピョートル1世によって設立) を基にして1748 年に設計されたシティ (ロイヤル) ガーデンがある。彼のスタイルは主にクラシックなレギュラースタイルで、直角に交差する直線的な大通りのネットワークである。
宮殿複合体は厳密に対称的な構成をしている。2階建ての本館と平屋建ての側棟が広い中庭を形成していて、宮殿の建築はバロック様式で設計されている。明確な計画、ボリュームの表情豊かな構成、コリント式オーダーの壮大な形式に表れたファサードの豊かな可塑性、壁の錆び、固定されていないコーニス、透かし彫りの欄干、成形された窓のモールディングなどが特徴。宮殿の絵画には、典型的なウクライナのバロック色が使用されている。壁にはターコイズ、柱とコーニスには薄黄色、モールディングと欄干には白が使用されている。これらすべてが建物にお祭り的で厳粛な外観を与えられた。
長年の歴史の中で、マリア宮殿は何度も再建された。最も重要な再建は、1819年に木造の2階とすべての儀式室が焼失した大火の後、 1868年から1870年に実施された （1830年代から1860年代には、宮殿の下層階と翼は商業目的で使用されていた）ものである。。宮殿の修復中に、レンガの床が追加され、ファサードにはラストレッリの作品からインスピレーションを得た新しいプラスチックのディテールが埋め込まれ、インテリアはバロックとルネッサンスの要素を備えた古典主義の形で修復された。この作業は、建築学者カール・マジェフスキーの指導の下、オレクサンドル・シーレの参加のもとで行われた。公園に面したファサードのカルトゥーシュには、 完成年 ( 1870年) がローマ数字で刻まれている。
十月革命以前、このマリア宮殿は王室の住居であった。1787年のウクライナ旅行中にロシア帝国の皇后エカチェリーナ2世は郵便物を持ってここに滞在した。軍事総督にして司令官のミハイロ・クトゥーゾフ、1812年に起きた1812年ロシア戦役の英雄ミコラ・ラエフスキーも宮殿に住んでいた

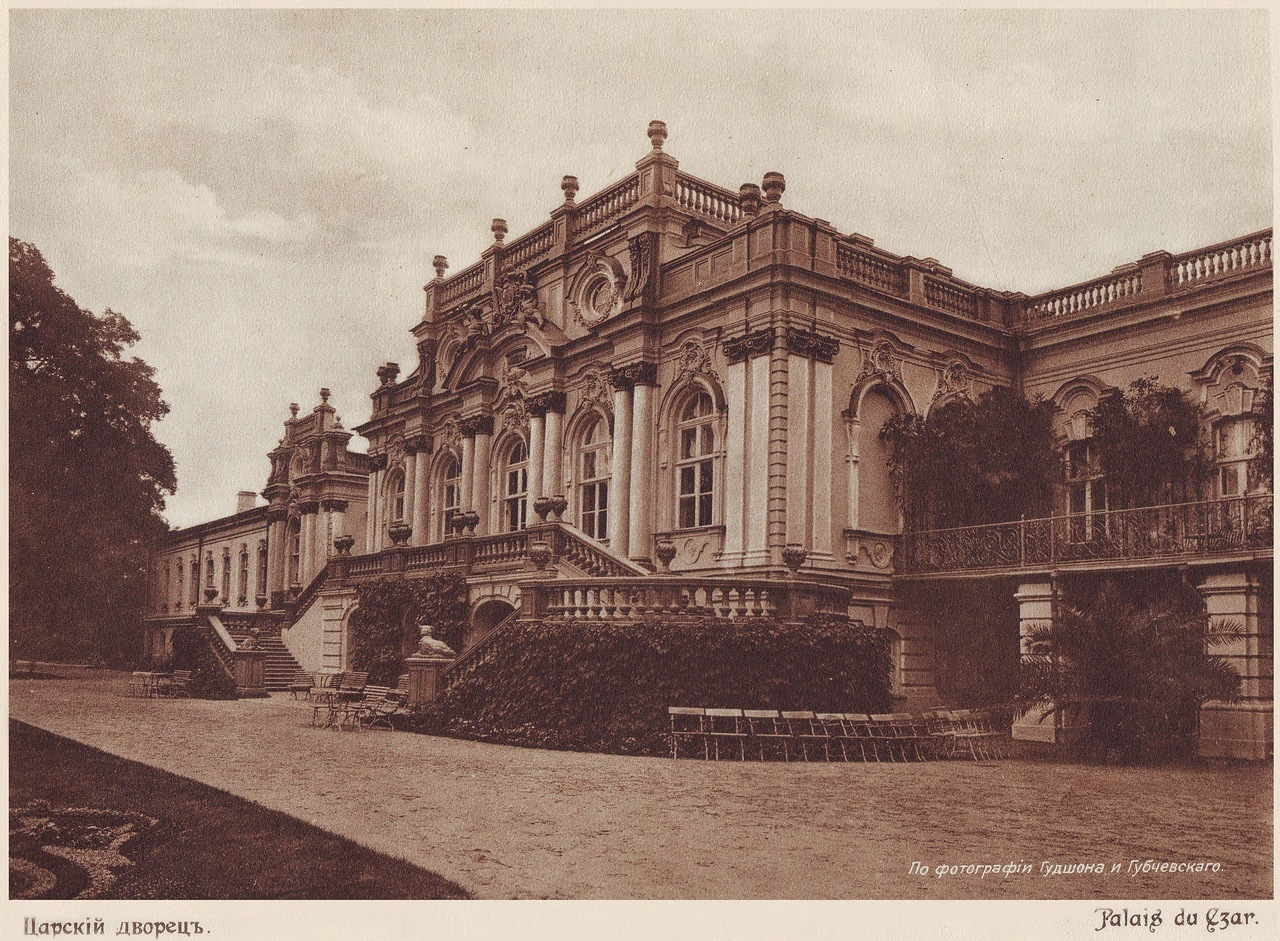
1911年のマリア宮殿

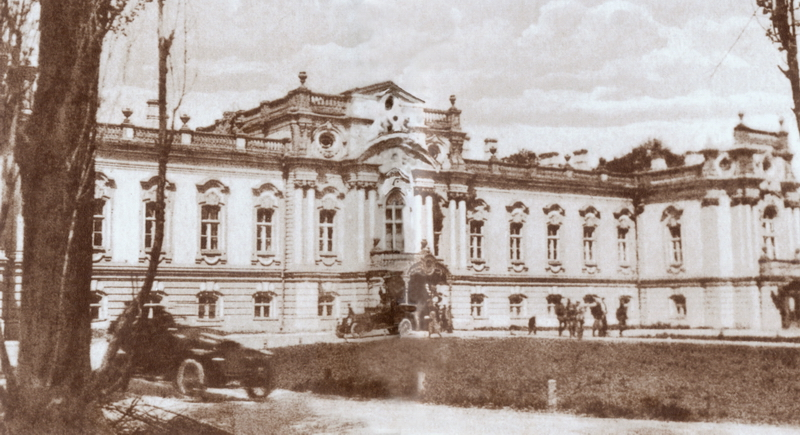
1918年のマリア宮殿

1915年の第一次世界大戦中にロシア帝国皇帝のニコライ2世の母であるマリア・フョードロヴナはマリア宮殿にいて、医療列車の派遣や負傷兵の治療を指揮していた。マリア・フョードロヴナは宮殿で1917年のニコライ2世の退位について知り、その後クリミアに移住した。
マリア宮殿は独ソ戦争中に大きな被害を受けまた。爆弾がマリア宮殿に直撃し、建物の中央部分が破壊された。
1945年から1949年にかけて、マリア宮殿はウクライナの建築家パーベル アリョーシンの指導の下で再建され、それ以来、儀式のレセプションの場となっている。
マリア宮殿は長い間ツァルスキーとして知られていた。マリア宮殿の別名である「マリインスキー」という名前が付けられたのは1950年代になってからで、これはマリインスキー公園の創設時にアレクサンドル2世の妻マリア・オレクサンドリヴナにちなんで命名された。1874年に公園の設立に 22,000 銀ルーブルを割り当てたのも彼女である。

### 1980年代の復元
1979年から1982年にかけて、徹底的な調査作業を経て、マリア宮殿は主に19世紀末の建築形式で復元された。地形の配置は、バルトロメオ・ラストレッリによって当時承認された図面に基づいて作成された。噴水の形や緑地のパターンには18世紀の伝統的な特徴がある。噴水は、国の美術館に保管されている18世紀半ばの彫刻のコピーである、一対の彫刻作品で飾られている。大理石の階段は宮殿の玄関から儀式ホールのある2階に通じている。それらを覆う濃い赤のカーペットが特別なお祝いの雰囲気を強調している。

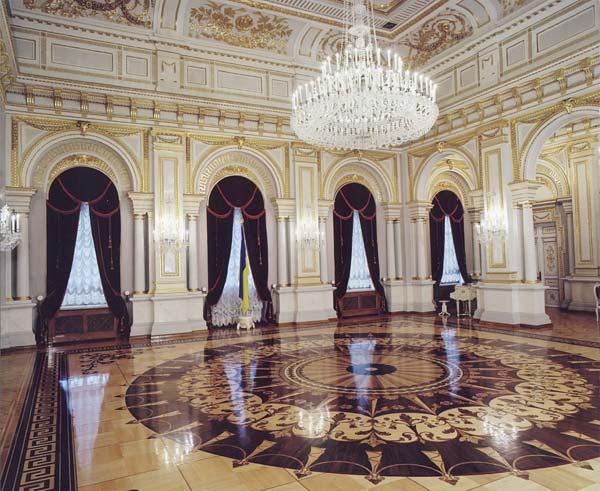
ホワイトホール

宮殿の中央には大きな白いホールがあり、高いアーチ型の開口部によって前庭と繋がっている。グリーンリビングルームとバンケットホールの2面が隣接している。建物の中央部分はメインの中庭に面しており、小さな居心地の良いホールが連なっている。
マリインスキー宮殿の各部屋のインテリアは、芸術的表現手段の複合体によって作成された独自のユニークな外観を持っており、その中で特別な役割を果たしているのがカラーソリューションである。白と宴会ホール、緑と青のリビングルームの色は、1色の支配的な役割に基づいていいる。残りの部屋は、複雑で予想外の色の組み合わせで装飾されている。
ホールの1つであるバロック ホールは、ラストレッリのインテリアの特徴的な形で修復家によって修復された。複雑な金色の装飾で囲まれた模造大理石は、薄茶色の壁面と組み合わされ、コーニスと出入り口の境界にある装飾、その上に大きな鏡が付いた贅沢に装飾された暖炉が洗練された印象を生み出している。
マリア宮殿の芸術的装飾の重要な要素は、主に19世紀後半に属する装飾美術品や応用美術品、家具やシャンデリアである (アンティーク、18世紀から 19世紀の精神に基づいて現代の巨匠によって作られたもの) 。何世紀にもわたって、有名な絵画の巨匠による絵画は、私たちの時代だけでなく過去にも作成された。一部のホールでは、19世紀後半に芸術家 K. アリアウディによって制作された壁画の小さな断片が保存され、1982年に修復された。
宮殿の壮大な寄木細工の床は、最後の修復中に作成された。貴重な樹種で作られており、模様の美しさと完璧な製作技術が印象的ある。

### 2000年代の復元
2007年6月に宮殿の再建が始まり、2011年までに完了する予定であったが、2017年の時点でもまだ再建は続いていた。オブジェクトの準備は約43%まで完了していた。
2017年1月1日の時点で、完成した工事の費用は468,276.8千グリブナに達した。マリインスキー宮殿の建設は  2019年に計画された。
2018年1月16日の夜に数年に及ぶ修復と再建を経て、宮殿がオープンした。ウクライナのペトロ・ポロシェンコ大統領の 公式年次外交会議が主催され、外国の外交使節団およびウクライナで認定された国際機関の責任者が参加した。

### 2022年ロシアによるウクライナ侵攻
タイムによるとロシアによるウクライナ侵攻当日の2022年2月24日にロシア軍の部隊が首都キーウなどに爆撃を加え、侵攻が始まった。記事によると、ゼレンスキー大統領は当時、家族であるオレーナ・ゼレンシカ（妻）、 オレクサンドラ・ゼレンシカ（娘）、キリーロ・ゼレンシカ（息子）と一緒だったといい、2人の子供に爆撃があったことを伝えた。その後、ウクライナの軍関係者から、露軍部隊が自分や家族を「殺害するか拘束する」ため、パラシュートでキーウに降下している、との連絡を受けた。侵入者を防ぐため、大統領府入り口は合板で封鎖されたという。
そのほかの日にもロシア軍がマリア宮殿襲撃を計画していたという。

## 建物

### 大統領執務室
マリア宮殿に設置されているウクライナの大統領の執務室である。執務室は2022年ロシアのウクライナ侵攻下のゼレンスキー大統領のビデオメッセージに登場する事で知られている。大統領執務室には3つ繋ぎ合わせた木製テーブルに緑色の椅子があり、その後ろ側には右側にウクライナの国旗、左側にはウクライナの国章をあしらった大統領旗が置かれている。

### 会議室
会議室はウクライナ大統領を始めとするウクライナ政府行政府の閣僚が出席する閣議に使用されている部屋で、部屋の中心には木製の細長い円形のテーブルに木製の椅子が並んでいる。また、部屋の天井には豪華なシャンデリアが吊られている。

## 写真

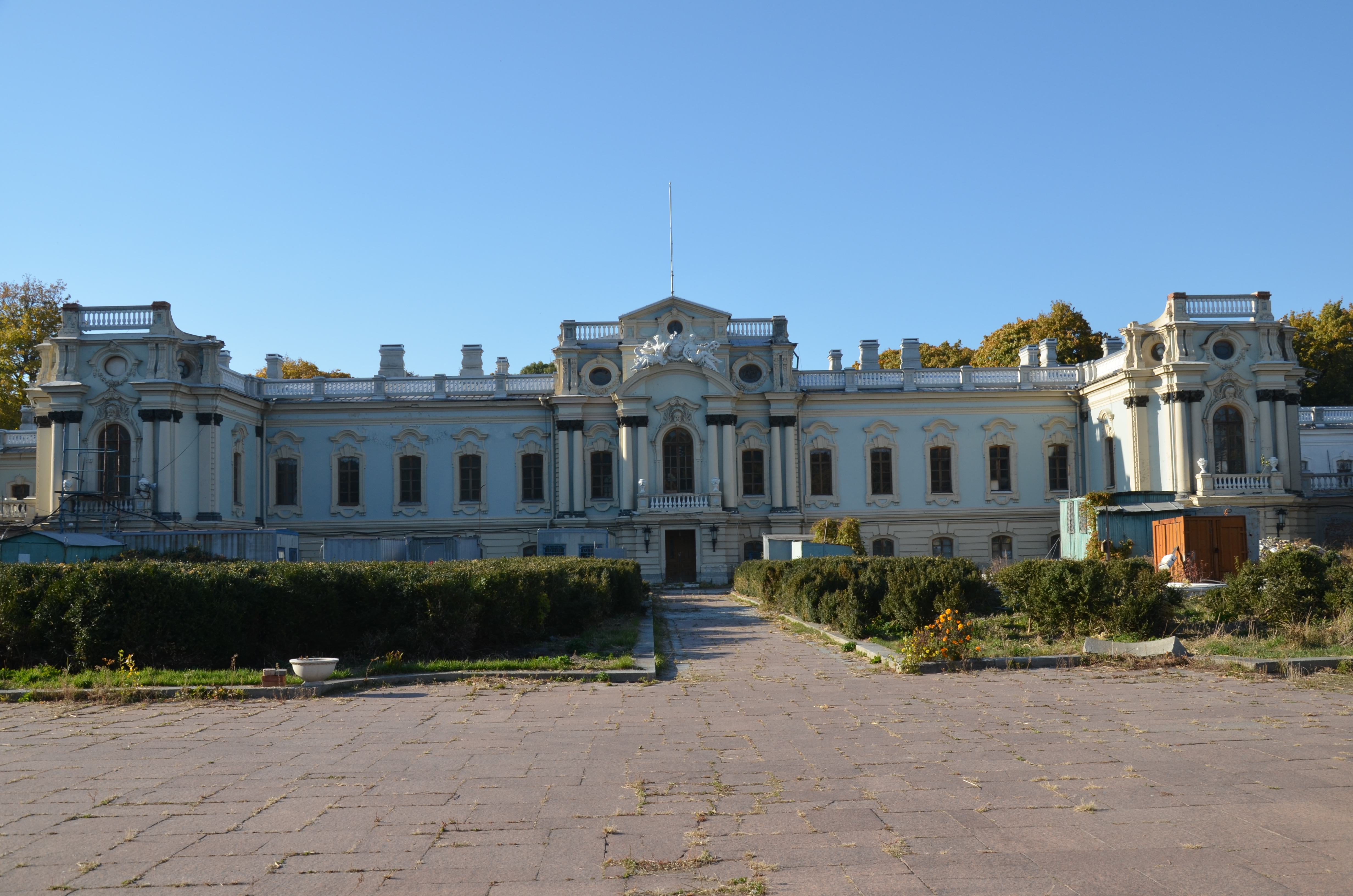
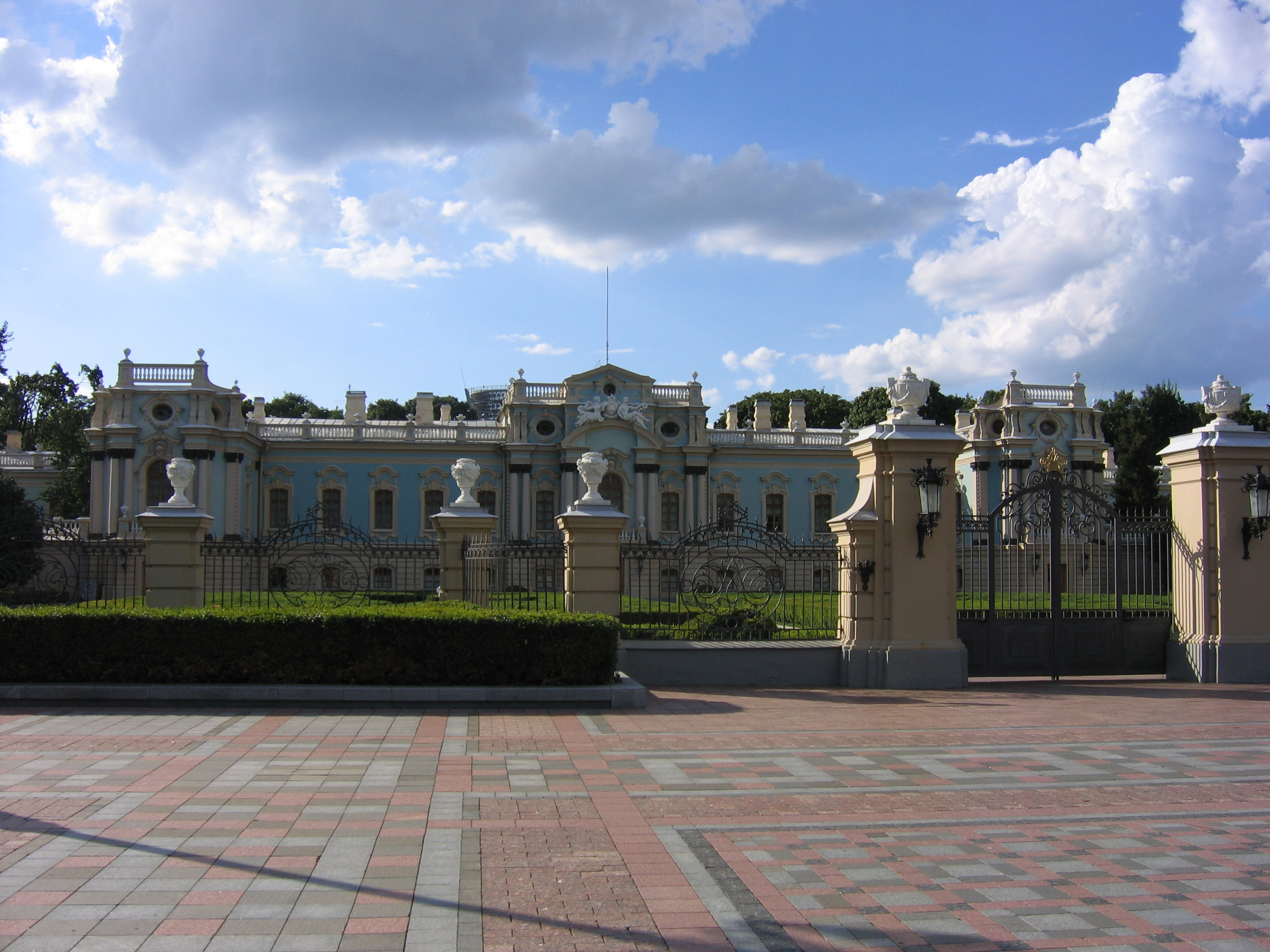
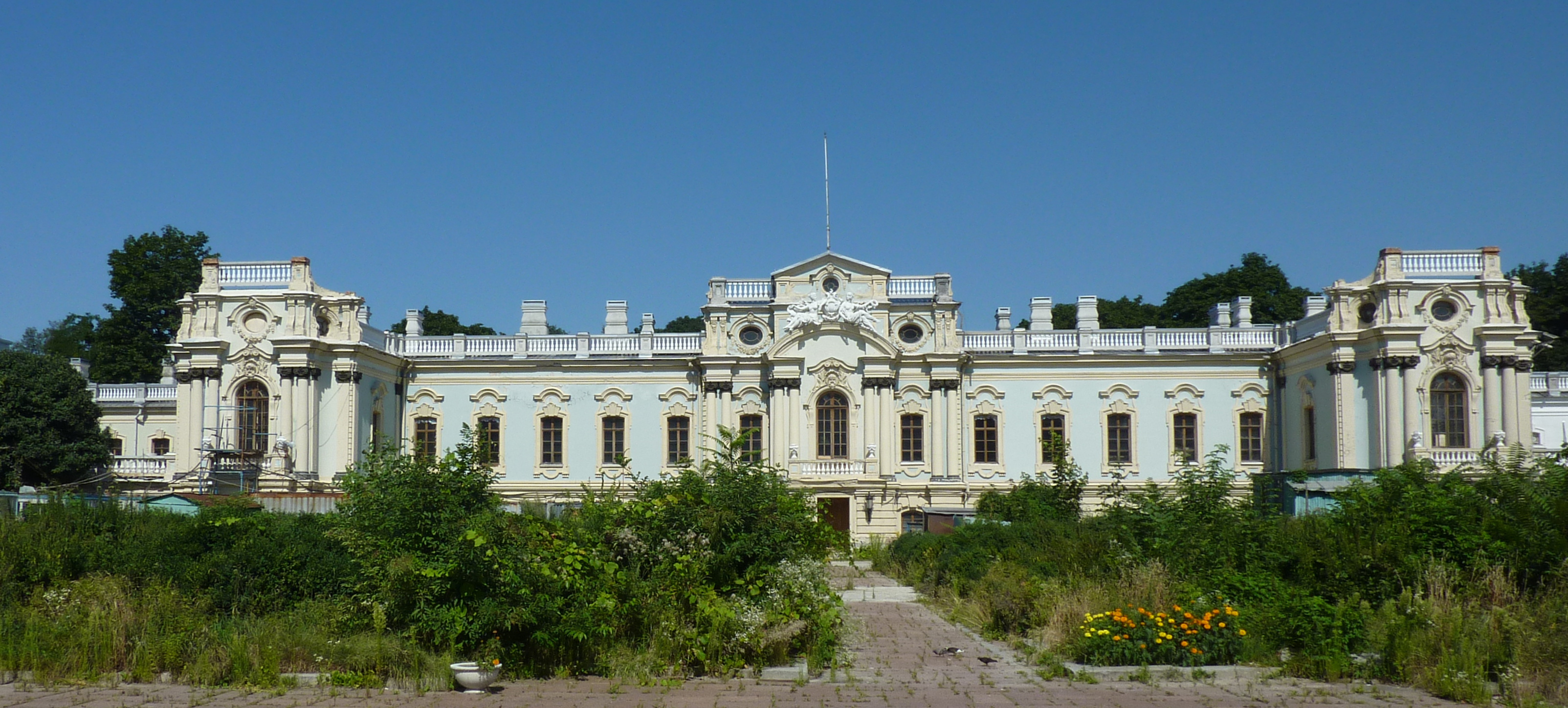
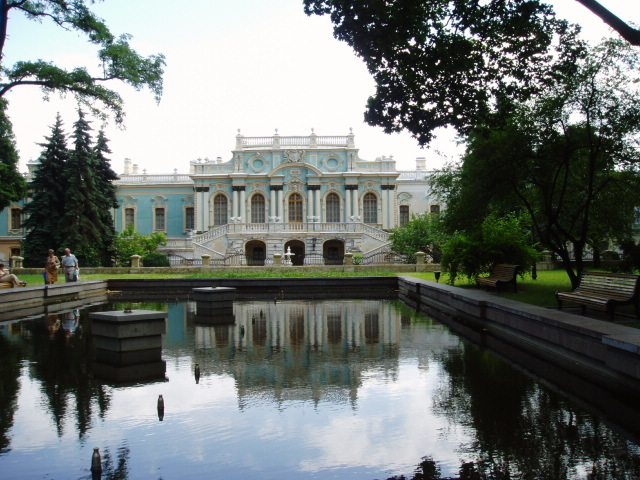
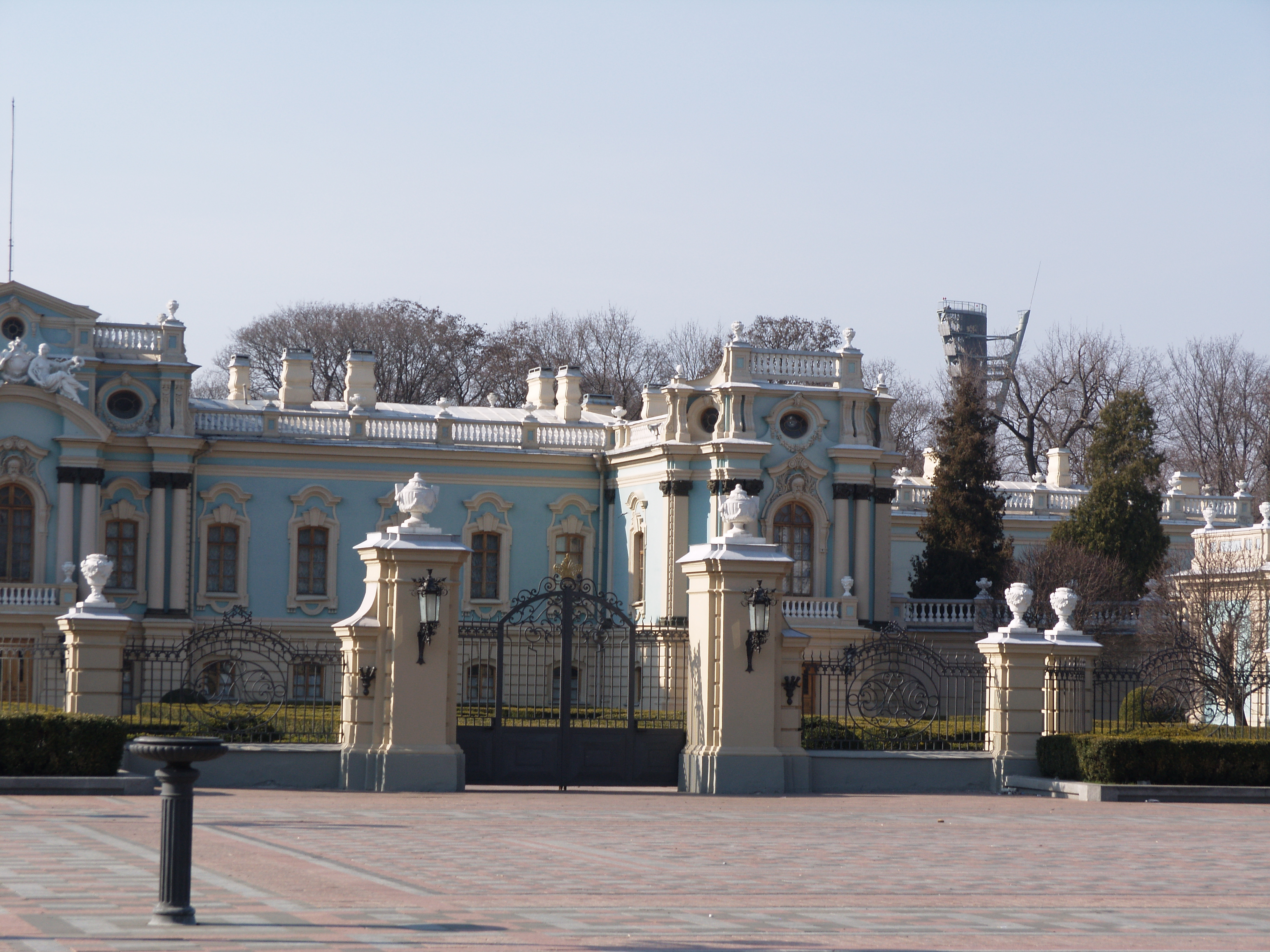
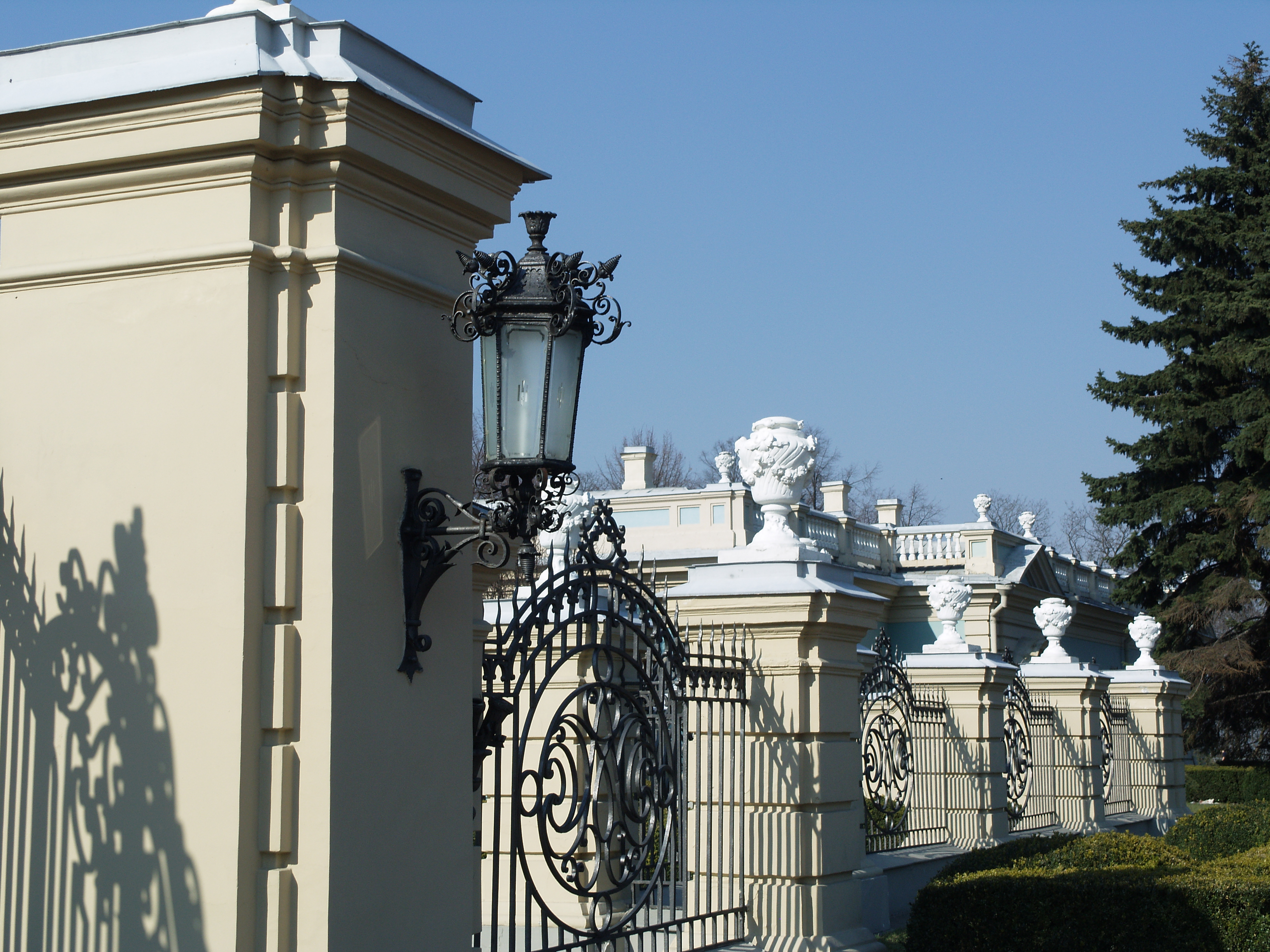
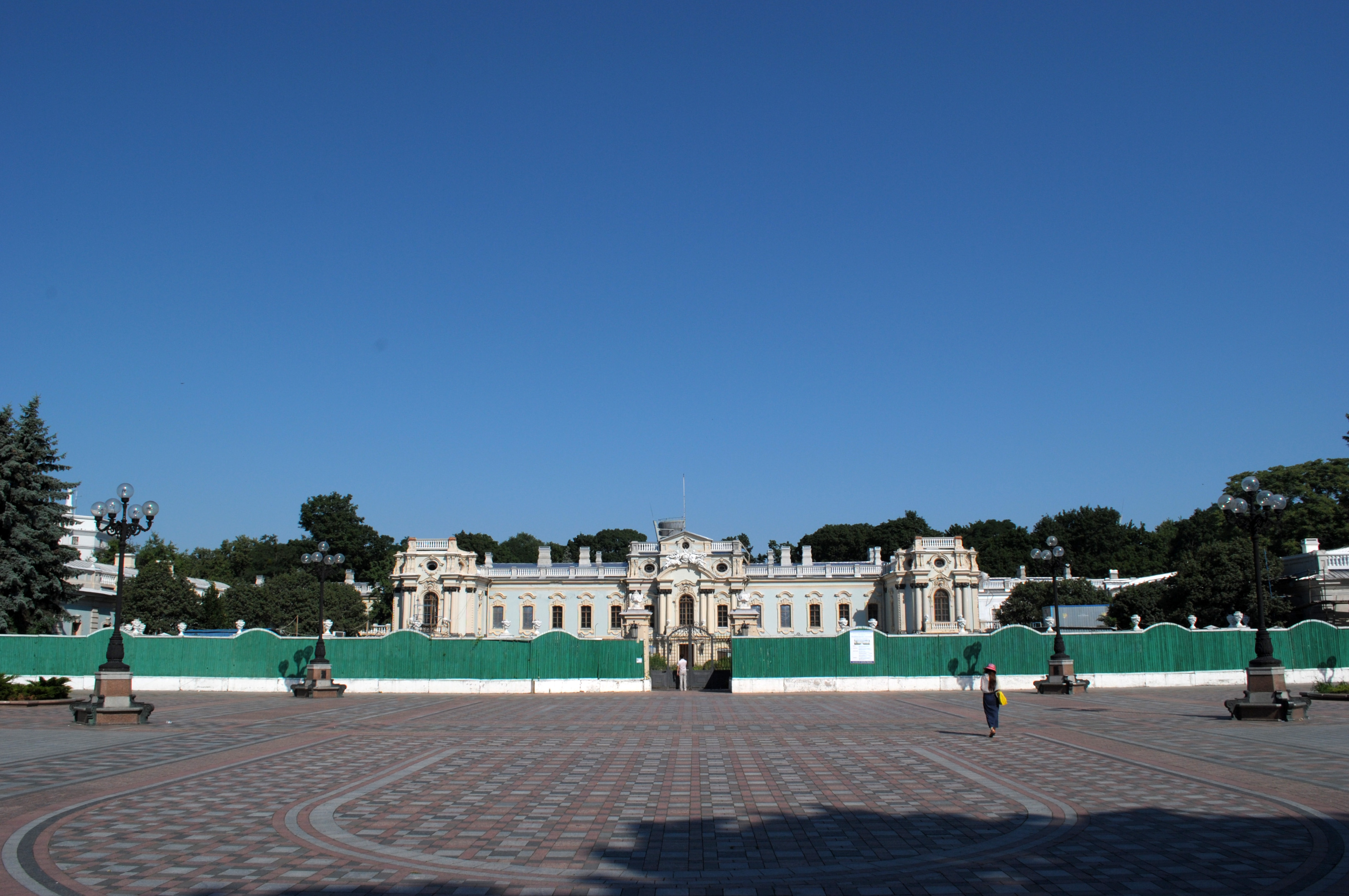
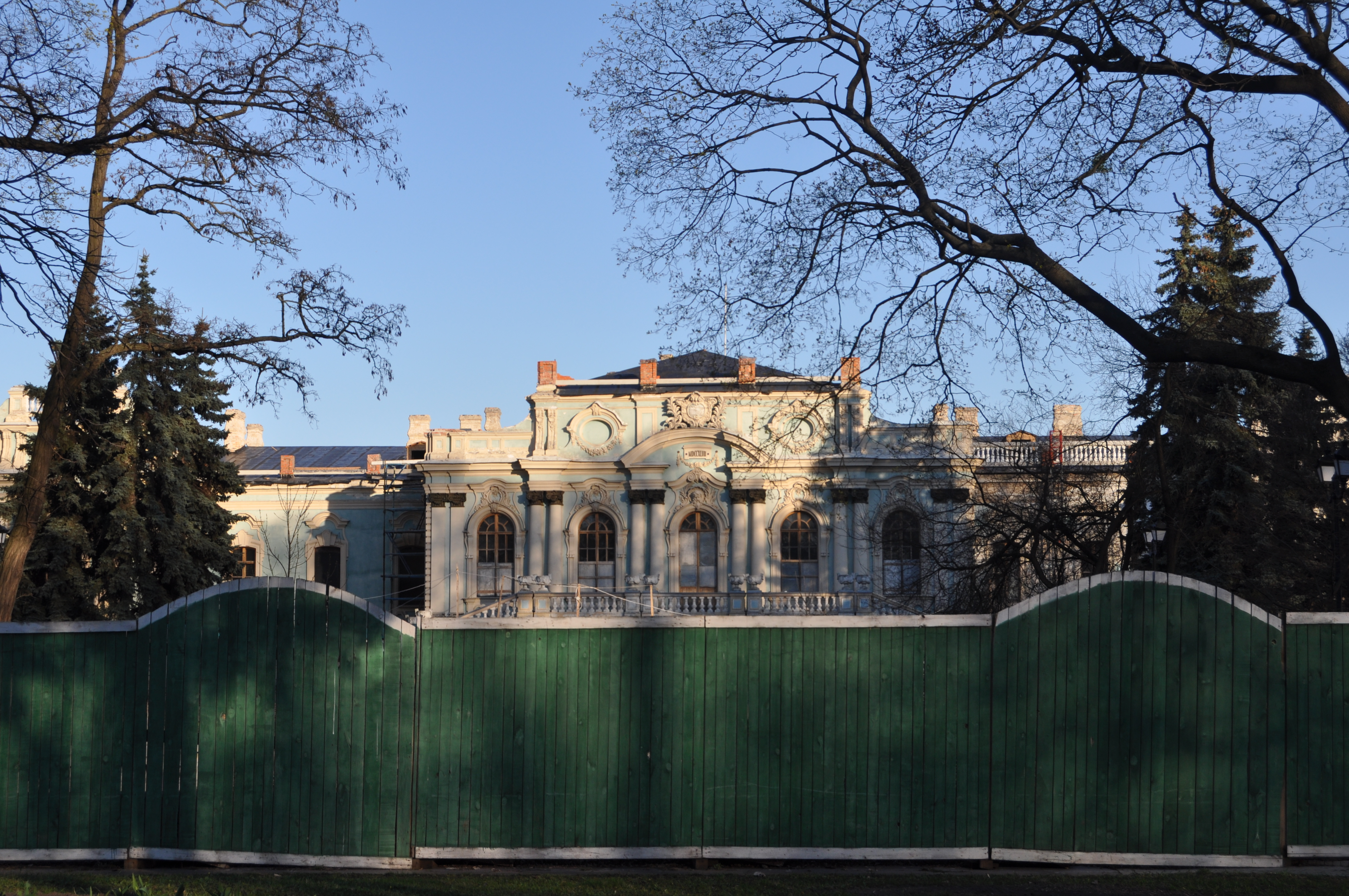

### その他
- 迎賓館
- ウクライナ大統領と夫人および家族の公邸
- 会見室
- ホワイトルーム
- 噴水
- 庭園

など